# Корблен
Корблен (фр. Corbelin) је насељено место у Француској у региону Рона-Алпи, у департману Изер.
По подацима из 2011. године у општини је живело 2159 становника, а густина насељености је износила 179,92 становника/km².

## Демографија
| 1962. | 1968. | 1975. | 1982. | 1990. | 2011. |
| ----- | ----- | ----- | ----- | ----- | ----- |
| 1.606 | 1.547 | 1.612 | 1.723 | 1.799 | 2.159 |